# Ingaevones

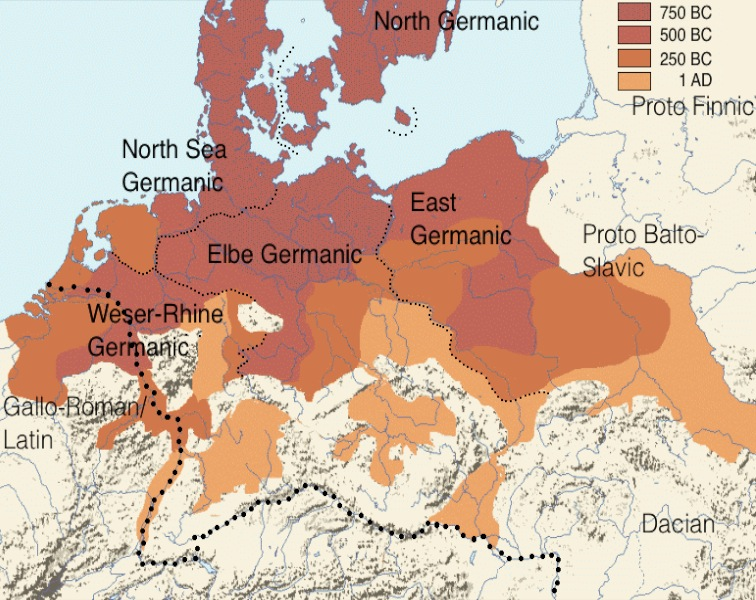
Distribución de los principales grupos germanos hacia el 1 d. C.

Los ingaevones o, como Plinio los llamaba al parecer, más acertadamente ingvaeones o ingaeuones («gente de Yngvi»), como fueron descritos en la obra Germania de Tácito hacia el 98 d. C., fueron un grupo cultural germano occidental que vivía a lo largo de la costa del mar del Norte, en las regiones de Jutlandia, Holstein, Frisia y en las islas danesas. Hacia el siglo I a. C. se comenzaron a diferenciar en los frisones, sajones, jutos y anglos. El postulado grupo común de dialectos estrechamente relacionados de los ingvaeones es llamado «ingvaeónico» o «germánico del Mar del Norte».
Tácito clasifica a los «ingaevones cercanos al océano» como una de las tres tribus descendientes de los tres hijos de Mannus, hijo de Tuisto, progenitor de todos los pueblos germánicos. Los otros dos serían los hermiones y los istvaeones. Según Rafael von Uslar, esta triple subdivisión de las tribus germánicas occidentales se corresponde con los datos arqueológicos de la Antigüedad tardía.
Plinio hacia el 80 d. C. incluye a los ingvaeones entre las cinco confederaciones germánicas en su Naturalis Historia (IV.99); las otras eran los vándalos, los istvaeones, los hermiones y los bastarnos. Según Plinio, los ingvaeones eran un pueblo constituido por los cimbros, los teutones y los chaucos. Si la palabra es despojada de su terminación latina, entonces ingvaeon es ingwine («amigos de Ing»), donde la palabra se hace familiar a una usada en Beowulf, y en otro pasaje del mismo poema donde Hrothgar es llamado «El sabio señor de los ingwine» (se wisa frea Ingwina)

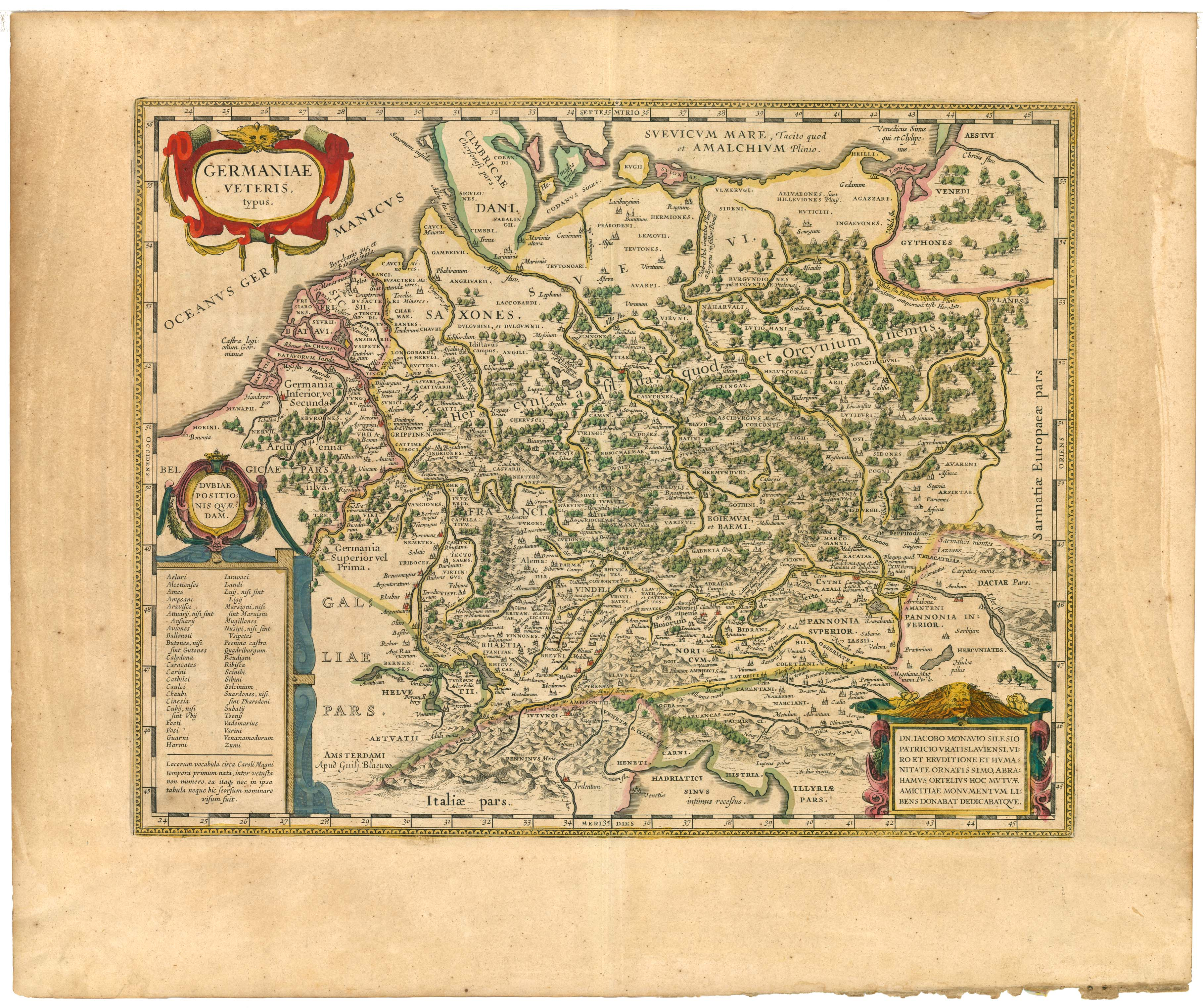
Germaniae veteris typus ("Imagen de la antigua Alemania"), editada por Willem y Joan Blaeu, 1645. Los aestui, vénetos, los godos y los ingaevones están marcados en la porción superior derecha del mapa.

Ing, el padre legendario de los ingvaeones, posee un nombre derivado del postulado protogermánico *Ingwaz, que significa tanto «hombre» como «hijo de», al igual que Ing, Ingo o Inguio, hijo de Mannus. Este es también el nombre aplicado a la deidad Freyr de la época vikinga, conocida en Suecia como Yngvi-Freyr y llamada así también en la Saga de los Ynglings de Snorri Sturluson. Jacob Grimm en su Mitología Teutona (Teutonic Mythology) considera al susodicho «Ing» originalmente idéntico al escandinavo Yngvi, epónimo ancestral de la real casa sueca de los Ynglinga, los "Inglings" o hijos de "Ing". Este último nombre aparece una vez más en el conjunto de versos escritos alrededor del siglo IX e impresos bajo el título de The Old English Poem por George Hickes en 1705:

Ing wæs ærest mid Est-Denum
Gesewen secgum, oþ he siððan est
Ofer wæg gewat; wæn æfter ran;
Þus heardingas þone hæle nemdun.
Un "Ingui" se encuentra también entre algunos miembros de la casa real anglosajona del Reino de Bernicia, donde quizá fue tomado como el progenitor de todos los reyes anglos. Como los Ingaevones formaban parte del grupo anglosajón que se asentó en Britania, Noah Webster ha especulado que tal pueblo podría haber sido el que dio a Inglaterra su nombre. Grigsby subraya que en el continente "formaban parte de la confederación conocida como los 'Amigos de Ing' y en las nuevas tierras a las que migraron en los siglos V y VI también. En los momentos en los que nombraron a esas tierras como Angle-land, es tentador especular que la palabra Angle sea derivada, o como un juego de palabras, a partir del nombre Ing."
De acuerdo a la "Genealogía troyana de Nennius" dentro de la Historia Brittonum, "Alanus" (según Nennius) que sería Mannus, padre de Ing que sería "Neugio" (Nennius), el cual habría tenido tres hijos: Wandalus, Saxo y Boguarus—a partir de los cuales vienen los pueblos de los Vándalos, los Sajones y los Bolgars.